# Vingeanne
Die Vingeanne ist ein Fluss in Frankreich, der in den Regionen Grand Est und Bourgogne-Franche-Comté verläuft. Sie entspringt am Plateau von Langres, im Gemeindegebiet von Aprey, und wird bei Villegusien-le-Lac zum Réservoir de Vingeanne aufgestaut. Dieses dient zur Wasserversorgung des Canal entre Champagne et Bourgogne, den der Fluss im weiteren Verlauf begleitet. Die Vingeanne entwässert generell Richtung Südost und mündet nach rund 93 Kilometern unterhalb von Talmay als rechter Nebenfluss in die Saône. Sie durchquert auf ihrem Weg die Départements Haute-Marne und Côte-d’Or, berührt aber auf einer kurzen Strecke auch das Département Haute-Saône.

## Orte am Fluss
- Aprey
- Baissey
- Villegusien-le-Lac
- Cusey
- Percey-le-Grand
- Saint-Seine-sur-Vingeanne
- Champagne-sur-Vingeanne
- Renève
- Talmay